# Battaglia di Dogger Bank
La battaglia di Dogger Bank è stata una battaglia navale combattuta in acque olandesi tra la flotta militare tedesca (Kaiserliche Marine) e quella britannica (Royal Navy) durante la prima guerra mondiale.
Prese il nome dal luogo in cui si svolse, Dogger Bank (il Banco di Dogger, da una parola olandese Dogge per "navi da pesca"), una striscia sabbiosa (che in alcuni punti sale fino a soli 13 metri sotto il livello del mare) posta a circa 100 km dalla costa inglese nel Mare del Nord.

## La partenza
Il 23 gennaio 1915 una squadra di quattro incrociatori tedeschi da battaglia della Prima Divisione Esploratori, diretti dall'ammiraglio Franz von Hipper e appoggiati da un cacciatorpediniere, da un incrociatore leggero e da un dirigibile, partirono dalla baia di Jadebusen per attaccare i porti e la flotta da pesca britannica. Non da meno i britannici avevano già preparato delle navi da guerra sotto il comando dell'ammiraglio Sir David Beatty nella baia di Scapa Flow, Isole Orcadi, a nord della Scozia dov'era più facile intercettare tutte le incursioni tedesche nel Mare del Nord. Grazie infatti all'intercettazione di una comunicazione radio, i britannici furono informati del raid di Hipper. L'ammiraglio Beatty decise così di affrontare il nemico presso il Banco di Dogger nel Mare del Nord.

### Le flotte

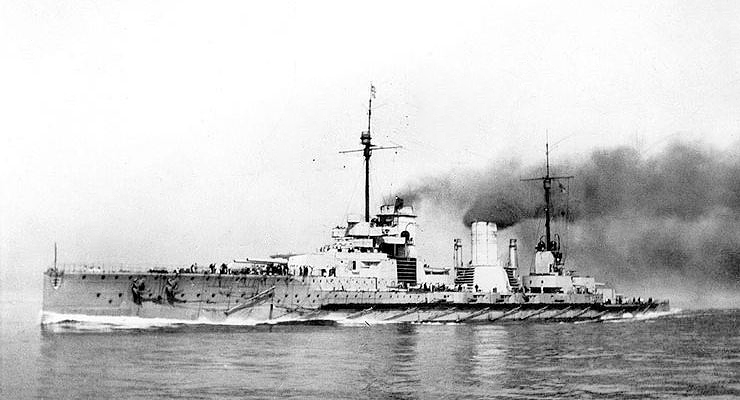
La Seydlitz durante la prima guerra mondiale

La flotta navale tedesca di Hipper era costituita da quattro incrociatori della prima divisione (Erste Weltkrieg): i tre incrociatori da battaglia Moltke, Seydlitz e Derfflinger e l'incrociatore corazzato Blücher (che non era alla pari come velocità ed armamento ad un incrociatore da battaglia), quattro incrociatori leggeri della seconda divisione e 19 cacciatorpediniere. Avanzavano due incrociatori della prima divisione a formare l'avanguardia (Seydlitz e Moltke), affiancati a destra e a sinistra da altri due incrociatori leggeri della seconda divisione, la flotta a seguire e a chiudere gli altri due incrociatori, Blücher e Derfflinger.
Beatty, d'altro canto, si avvaleva di cinque incrociatori da battaglia del primo e secondo Battle Cruiser Squadrons, (Lion, Tiger, Princess Royal, New Zealand, Indomitable) e sei incrociatori leggeri della Light Cruiser Squadron sotto il comando del commodoro William E. Goodenough; fu affiancato poi dal commodoro Reginald Tyrwhitt al comando di altri tre incrociatori leggeri e 35 cacciatorpediniere. La flotta inglese era sicuramente superiore come potenza di fuoco e velocità.

## Lo scontro
Il 24 gennaio in una fredda mattinata d'inverno, con mare calmo e buona visibilità, Beatty e Hipper si scontrarono. Hipper, sorpreso dai britannici e rendendosi conto di essere in inferiorità, tentò la fuga ordinando il ritiro verso sud est a 23 nodi, credendo che la flotta britannica fosse più lenta della sua, ma Beatty lo raggiunse alla velocità di 26 nodi e aprì il fuoco poco prima delle 9.
Il fuoco inglese fu principalmente concentrato su due navi, la nave guida di Hipper, la Seydlitz, e quella di coda, la Blücher. Con cinque grandi incrociatori da battaglia e la superiorità numerica, Beatty intendeva usare la New Zealand e l'Indomitable per attaccare la Blücher e indebolire Hipper, per poi attaccarlo con il resto della flotta. Ma il capitano H.B. Pelly, da poco sull'incrociatore inglese Tiger, suppose che Beatty volesse invece affondare tutte e due le navi guida; attaccò la Seydlitz dando ordine alla Lion di attaccare la Moltke. La Seydlitz fu colpita da una salva della Lion che mise fuori combattimento due torrette posteriori, uccidendo 165 uomini. Solo la rapida azione del primo ufficiale, capitano di corvetta Hagedorn, che coadiuvato dal feuerwerker Franz Müller e dal 1. Pumpmeister Wilhelm Heidkamp decise di allagare i depositi delle munizioni, salvò la nave da una massiccia esplosione che l'avrebbe distrutta.
Anche la Blücher fu fortemente danneggiata dai colpi incassati (mentre la flotta inglese non aveva ancora riportato danni pesanti) e fu dato ordine all'Indomitable di intercettarla. Poco dopo le 10 la tedesca Derfflinger colpì con una serie di granate la Lion, la nave guida britannica, obbligandola a ridurre la velocità e a cambiare rotta per tornare a Scapa Flow. Hipper dal canto suo decise di abbandonare la Blücher alla sua sorte e di fuggire con le tre navi restanti.

## L'epilogo
Con quattro navi ancora in mare, Beatty pensò di ottenere ancora una vittoria decisiva. Con l'Indomitable diede il colpo di grazia alla Blücher e si mise all'inseguimento di Hipper, sennonché un errore di trasmissione assicurò la salvezza dei tedeschi. Verso le 11 Beatty diede due ordini successivi sulla Lion: credendo alla presenza di un periscopio sottomarino a dritta di prua della Lion, la fece virare di 90 gradi per poi diminuire la virata a 45 nord-est a evitare un'eventuale trappola e, avendo fuori uso gli apparati elettrici, segnalò con le bandiere il successivo ordine d'attacco. I due segnali insieme furono però letti e interpretati dal comandante in seconda, il contrammiraglio Archibald Moore, come l'ordine di finire il nemico a nord-est, posizione dove si trovava il Blücher. Inviò pertanto la Princess Royal, la Tiger e la New Zealand, ad aiutare l'Indomitable nella distruzione del Blücher. Nel tempo necessario a Beatty, imbarcato sulla Princess Royal, di cambiare l'ordine, Hipper era già sparito all'orizzonte. L'inseguimento della flotta tedesca fallì e accerchiata la Blücher, l'affondarono causando la morte di 782 uomini.

## Conseguenze
La battaglia di Dogger Bank mise provvisoriamente fine ai raid navali tedeschi al Regno Unito, ma mise anche in evidenza certe lacune nella flotta navale inglese. L'artiglieria dei vascelli di Beatty si rivelò fallibile, in quanto solo 73 colpi su 958 raggiunsero il loro bersaglio. Allo stesso modo, gli ordini trasmessi tra i diversi vascelli britannici furono eseguiti con lentezza e inefficienza senza far nulla per rimediare. I britannici costrinsero Hipper alla ritirata dopo avergli fatto perdere una nave, ma senza sapere che anche la Seydlitz era stata danneggiata e che insieme alla Derfflinger avrebbero potuto avere lo stesso destino della Blücher. Le perdite tedesche furono di circa 1000 uomini e 300 feriti, mentre la flotta inglese ebbe 6 morti e 22 feriti.